# الشعراء (الدوادمي)
بلدة الشعراء، هي قرية من فئة (أ) تقع في محافظة الدوادمي، والتابعة لمنطقة الرياض في السعودية. وتبعد الشعراء عن محافظة الدوادمي بمسافة تقارب 35 كم. وهي بلدة من أهم بلدات عالية نجد وهي معروفة بهذا الاسم قديما وحديثًا، ولها أسماء قديمة قلمّا تستعمل كالشريفة والشريفا.
قال الشاعر الشعبي صاهد الدعجاني من عتيبة.
ويقول الشاعر الشعبي الآخر عثمان بن ماضي.

## التسمية

خريطة لبلدة الشعراء تظهر بعض تضاريسها

ضبط اسم بلدة الشعراء الصحيح هوالشَّعْراء بفتح الشين المشددة لا بضمها -كما يعتقد البعض- وتسكين العين وحسب معجم لسان العرب فمعناه الأجمة والأرض ذات الشجر الكثير
وقد ذكرأبو حنيفة الدينوري في كتابه البلدان أن الشعراء الروضة يغم رأسها الشجر. وجمعها شُعُرٌ- يحافظون على الصفة، إذا لو حافظوا على الاسم لقالوا : شعراوات وشعار -.
ومن اللطيف ذكره أن هناك جبلًا في الموصل يدعى شعران لكثرة أشجاره

## مواقع مهمة

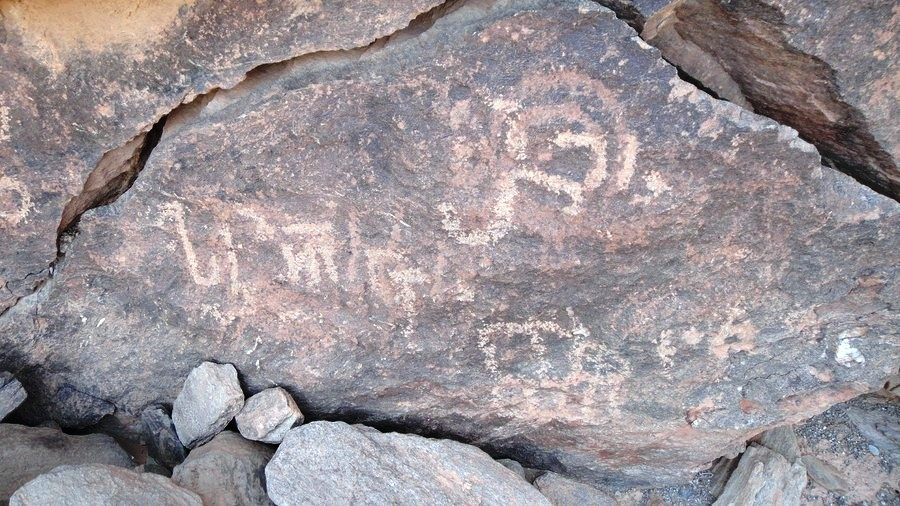
نقش ثمودي في غار مطيوي

في بلدة الشعراء مواقع مهمة ذات أرث تاريخي قديم كالنقوش المكتوبة بالخط الثمودي داخل سلسلة جبل ثهلان وبقايا أثرية تعود لمئات السنين كقصور آل مغيرة من قبيلة بني لام الطائية.

## الطبوغرافية
تُحيط بالشعراء عدة جبال وهضبات شكلت في مجموعها شخصية الشعراء الطبوغرافية، مما جعل منها منطقة جذب قبلي منذ القدم. وأهم ما يحيط بها :
- جبل ثَهْلان :أشهر جبال نجد وذكر في كثير من أبيات الشعر الجاهلي والإسلامي وحتى الأندلسي على رغم البعد الشاسع بين نجد والأندلس.
- جبل حُذُنَّة (بضم الحاء وتشديد النون): ويسمى حاليًا بالحْذِنَّي وهو واقع صوب مشرق الشمس من بلدة الشعراء.
- جبل معيقل:أو عبل معيقل ويتكون من المرو الأبيض وقد كان يتقرب إليه بعض العرب بزعم الشفاء في القديم.
- هضبة تيمن وتسمى حاليا تيماء.
- هضاب مجيرات:هضاب حمراء تقع شرق حذنة.
- وادي الكُلاب: بضم الكاف لاكسرها ويدعى حاليًا بشعيب الشعراء وكان ماءً لبني العرجاء من بني النمير.
- سناف الطراد: وهو سناف له متن مرتفع ويقع جنوبًا من هضبة تيمن، جنوب الشعراء وشرق جبل ثهلان.

## أحداث في تاريخ البلدة

معالم بلدة الشعراء من الأقمار الصناعية

### 1- معركة أهل الشعراء مع الأشراف (1791م/1205هـ)
وقعت مع الشريف غالب عام 1205 هـ الذي خرج من مكة في شهر رمضان وكان قد تواعد مع أخيه عبد العزيز عند بلدة الشعراء, التقوا هناك في شهر شعبان وبقوا هنالك حوالي شهر يرمون بالمدافع والقنابل واستداروا عليها بالعساكر وجعلوا بين رصاص المدافع سلاسل من حديد وربطوا فيها ضلوع الحديد وضربوا بها الجدار إلا أنهم لم يفلحوا فعقرت جمالهم التي تجر المدافع وقتل منهم خمسين رجلاً فرحل الشريف غالب هو وأخوه على فشل.

وفيها يقول صعب بن عبد الله من قبيلة بني زيد وجد أسرة الصعب.
الشرح:-
في في هذه الأبيات يشيد الشاعر بحصانة سور القرية وأبراجه الدائرية الشكل، ثم يذكر فشل الشريف غالب في هذه الحرب وهزيمته ورجوعه آيسًا من تحقيق مطامعه ويذكر أنهم قتلوا سبعة من جماله التي كانت تحمل المدافع، ويخبر أن الضرر لم يصب إلا النواحي غير المأهولة فلم يثقل ذلك على أهل بلدته وما شق عليهم، بعد ذلك يشيد بصبر أهل الشعراء في الدفاع عنها. وأخيرًا يخبر أن من يأتي بلدته محاربًا فسيكون مصيره الثكل وأن تنوح عليه نساؤه.

### 2-إقامةالإمام فيصل بن تركي
سار الإمام فيصل بنفسه، ومعه قواته، وهاجم فريقاً من الدواسر في العرمة، وأخضع زعماءهم. ومن هناك، انطلق إلى بلدة تمير، حيث وفد إليه بعض من قواته. ومنها توجه إلى بلدة الشعراء في عالية نجد، وقام بمهاجمة القبائل، التي لم تؤد الزكاة، حتى دفعتها، وهي طائعة له. وفي أوائل عام 1251هـ/ أبريل 1835م، عين صديقه الحميم، عبد الله بن علي بن رشيد، أميراً على جبل شمر، بدلاً من صالح بن عبد المحسن بن علي. وبذلك، انتقلت إمارة جبل شمر، من آل علي إلى آل رشيد، وهي الأسرة التي أصبح لها تأثير كبير في تسيير دفة الأحداث، في منطقة نجد، في الفترة التالية.

### 3- سناف طراد بين قبائل البادية
وقعت عام عام 1269هـ  وهو سناف أشقر والسناف في التعابير الجيولوجية تكوين جبلي يكون له ظهر محدب، ومنها ما له متن مرتفع وعر المرتقى، ومنها ما هو سهل منطرح على الأرض. أما سناف طراد هذا فله متن مرتفع ويقع جنوبًا من هضبة تيماء المسماة بتيمن في الجاهلية الواقعة جنوب الشعراء شرق جبل ثهلان وقد سمي بهذا الاسم لأنه وقعت عنده معركة حربية وطرد على ظهور الخيل عدة أيام بين قبائل عتيبة من ناحية وقبائل قحطان والدواسر من ناحية أخرى انتصرت فيها عتيبة وقتل من الدواسر عدد كثير وكان رئيس عتيبة في هذه الحرب عقاب بن شبنان بن حميد الذي قتل عام 1301هـ.

### 4-معركة سوفة (1901م/1319 هـ)
حدثت عام 1319هـ حيث قامت إحدى قبائل البادية بأخذ إبل وغنم أهالي بلدة الشعراء ولم يكن حولها سوى الرعاة الذين عادوا ليخبروا الأهالي بما حدث. وكعادتهم في مثل هذه الأحداث تجمعوا على الفور واقتفوا أثرهم وأدركوهم ظهر اليوم التالي عند سوفة وتفاجأوا بكثرتهم حيث ذكرت المؤرخ سعد الجنيدل بأن عددهم يفوق 300 رجلا بينما كان عدد من خرجوا في أثرهم من أهل الشعراء أربعين رجلاً فقط. يقول الشاعر عبيد بن هويدي :
 فدارت معركة حامية من وقت الظهر إلى نهاية النهار استطاعوا فيها قتل أحد شيوخهم ( الرصيعي ) وعدد من المعتدين غالبيتهم ماتوا في طريق عودتهم في النفود بعد أن حملهم رفاقهم أثناء هروبهم، بالإضافة إلى أسر شيخهم ابن خرصان، وكان حلول الظلام سبباً في نجاة من بقي منهم. وقتل من أهل الشعراء أبو عبيد من الحراقيص. يقول الشاعر حمد بن سالم بن يحيوي:

### 5- وقعة المدفع
بين عبد الرحمن آل سعود وأهل الشعراء حلت بالصلح بينهم بعد مقتل أحد رماة المدفع من أصحاب عبد الرحمن آل سعود

### 6-مؤتمر الشعراء
كان في عام 1348 هـ  ودعا إليه الملك عبد العزيز بسبب ثورة الاخوان الثانية بعد معركة السبلة التي وقعت أحداثها في روضة السبلة القريبه من الزلفي وذلك في يوم السبت 19 شوال 1347هـ الموافق 30 مارس 1929م..
بداية المؤتمر
عقد في يوم الخميس 1 / 5 / 1348هـ الموافق 3 / 10 / 1929م

## التعليم
كان أول افتتاح للمدرسة الابتدائية في بلدة الشعراء عام 1369 هـ وقد كان عدد المدارس في السعودية آنذاك 172 مدرسة ابتدائية فهي من أوائل المدارس في المملكة حيث أنه الآن يوجد أكثر من 15 ألف مدرسة.
الامير عبدالله بن سعد بن مسعود حاكم الشعراء
الأمير عبدالله ابن سعد ابن مسعود رحمه الله
امير بلدة الشعراء وهو من آل مسعود من فخذ ال علي من بني زيد و  من المعروف أن امراء الشعراء هم ابناء(مسعود بن عبدلله)من المسعود من ال علي من بني زيد و امراء الشعراء الى وقتنا الحالي هم ٩
١-الامير الفارس (مسعود بن عبدالله بن محمد) اول امير رحمه الله
٢-الامير الفارس سعد بن مسعود بن عبدلله رحمه الله
٣-الامير الفارس ناصر بن سعد بن معود المسعود رحمه الله
٤-الامير الفارس سيف بن فهيد بن مسعود المسعود رحمه الله
٥-الامير الفارس سعد بن ناصر بن سعد المسعود رحمه الله
٦-الامير الفارس عبدلله بن سعد بن ناصر بن سعدرحمه الله
٧-الاميرسعد بن عبدلله بن سعد بن ناصر المسعودرحمه الله
٨-الاميرعبدالعزيز بن سعد بن عبدلله بن سعد المسعودحفظه الله
٩- الامير عبدالعزيز بن عبدلله سعد بن عبدلله المسعود الامير الحالي حفظه الله
وقد شارك في معركة السبلة مع الملك عبدالعزيز 
وقد ذكر في كتاب ابن بسام في معركة سوفة ووقعة مع احمد الزير عام[[١٣٢٣
- الشيخ ناصر بن سعد بن عبدالله المسعود

مدير تعليم الدوادمي سابقاً.
- محمد بن عبد الله بن بليهد مؤلف كتاب صحيح الأخبار.
- سعد بن جنيدل مؤلف كتاب عالية نجد.
- عبد الله بن محمد بن بليهد كان وكيل إمارة الرياض سابقًا
- سعد بن إبراهيم أبو معطي من قبيلة بني زيد كان مدير عام التعليم في وزارة المعارف وهو شاعر مجيد
- الشاعر محمد بن علي العجاجي من قبيلة بني زيد الملقب بعفريت
- محمد السعيدي وهو أكاديمي وعالم دين سعودي.
- سعد بن محمد آل يحيى:ولد في بلدة الشعراء وقرأ على المفتي محمد بن إبراهيم آل شيخ، ألم بالعلوم الشرعية وحفظ الكثير من الشعر وصار مرجعًا بالإفتاء ورفض مناصب القضاء توفي في صفر في عام 1402هـ في الدوادمي.[15]